# Mistrzostwa Polski w Boksie 1930
7. Mistrzostwa Polski w boksie mężczyzn odbyły się w dniach 5 i 6 kwietnia 1930 roku w Poznaniu.

## Medaliści
| Kategoria:                    | Złoto:                              | Srebro:                              | Brąz:                                                             |
| waga musza (do 50,8 kg)       | Mieczysław Forlański (Warta Poznań) | Leon Kazimierski (Polonia Warszawa)  | Alfred Michalski (BKS Katowice) Zygmunt Pawlak (IKP Łódź)         |
| waga kogucia (do 53,5 kg)     | Władysław Stępniak (Warta Poznań)   | Józef Cyran (Zjednoczone Łódź)       | Jan Bianga (Gedania Gdańsk) Bolesław Staniszewski (YMCA Warszawa) |
| waga piórkowa (do 57,2 kg)    | Jan Górny (BKS Katowice)            | Zbigniew Warecki (Warta Poznań)      | Zygmunt Hein (YMCA Warszawa) Józef Wróblewski (HiV Grudziądz)     |
| waga lekka (do 61,2 kg)       | Teodor Wochnik (BKS Katowice)       | Ignacy Trojan ((Czarni Lwów)         | Stanisław Anioła (HCP Poznań) Alfons Witkowski (HiV Grudziądz)    |
| waga półśrednia (do 66,7 kg)  | Jan Arski (Warta Poznań)            | Bronisław Strzelec (Skra Warszawa)   | Bronisław Mirynowski (WKB Poznań) Eugeniusz Trzonek (Sokół Łódź)  |
| waga średnia (do 72,6 kg)     | Witold Majchrzycki (Warta Poznań)   | Wolf Stahl (IKP Łódź)                | Bolesław Brolik (Czarni Lwów) Józef Wieczorek (BKS Katowice)      |
| waga półciężka (do 79,4 kg)   | Tomasz Konarzewski (IKP Łódź)       | Stefan Wiśniewski (Warta Poznań)     | Bolesław Bindzius (Gedania Gdańsk) Tadeusz Żelewski (Czarni Lwów) |
| waga ciężka (powyżej 79,4 kg) | Erwin Stibbe (Union Łódź)           | Władysław Gruszka (Polonia Warszawa) | Jan Jucha (Czarni Lwów) Jerzy Wocka (BKS Katowice)                |